# Pustelnik (Basse-Silésie)
Pour les articles homonymes, voir Pustelnik.
Pustelnik est une localité polonaise de la gmina de Marciszów, située dans le powiat de Kamienna Góra en voïvodie de Basse-Silésie.